# 寶誌禪師

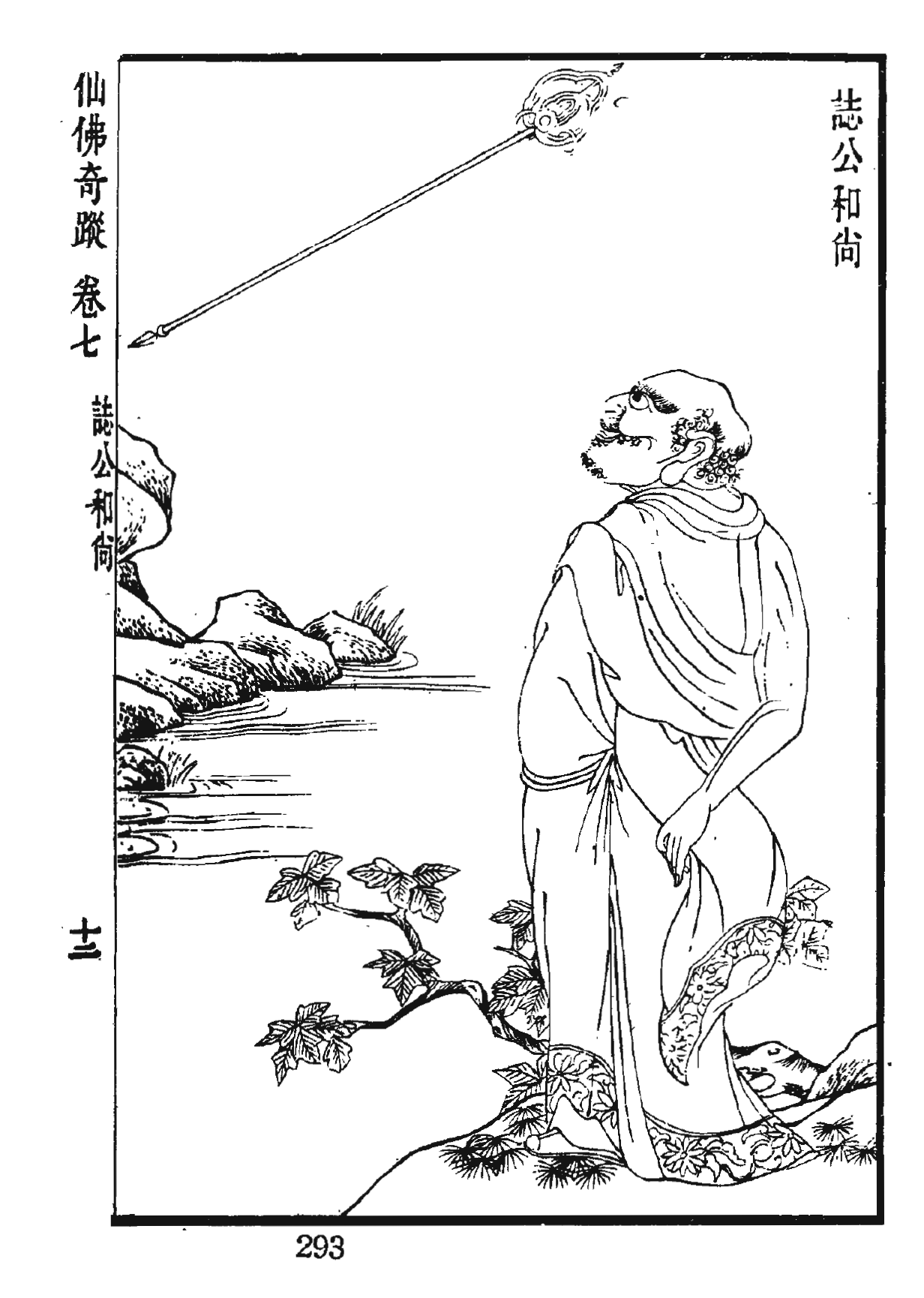
誌公和尚

寶誌禪師（418年—514年），俗姓朱，又稱保誌，多尊稱為誌公禪師、誌公祖師。梁武帝時代佛教高僧，與達摩、傅大士合稱梁代三大士。誌公與傅大士被認為是禪宗的先驅人物。誌公在民間有神通廣大的形象，後世流傳的濟公傳說，起初的原型可能就是來自誌公。

## 生平
七歲時，依鍾山（今紫金山）僧儉出家，居道林寺，專心禪觀，因而得道。後以神通及不修邊幅的言行而聞名，與佛圖澄有相似之處，有許多神異的事蹟。
刘宋泰始年间就有人见过他出入钟山，往来都城，当时已有五六十岁。宋、齐鼎革之际，他渐渐显露出灵异事迹：披散头发、赤着双脚，说话沉默都不合常理；有时穿着锦袍，饮食却和普通人一样，常常把铜镜、剪刀、镊子之类的东西挂在杖上背着奔走。有时向人索要酒肴，有时几天不吃，预言未来事情的先兆，表现他非凡的心智。他有时在一天之内分身出现在不同地方，远近的人都惊奇地赶去看他，他所住的地方总是议论纷纷。
齐武帝恼恨他用妖术迷惑众人，把他收押在建康监狱。第二天，人们都看见他在街市上行走，去监狱查验，他却还在狱中。当天夜里，他又对狱吏说：“门外有两辆车装着食物，金钵盛着饭，你可以去取来。” 果然是文惠太子萧长懋和竟陵王萧子良送来的供养。县令吕文显把这事禀报齐武帝，齐武帝便把他迎进华林园。不久，忽然他头上叠戴三顶布帽，也不知是从哪里得来的。没过多久，文惠太子、齐武帝、豫章文献王相继离世，南齐的国运也在这时走向末路。
灵味寺僧人释宝亮想把一条纳被送给宝志，还没来得及开口，宝志忽然过来牵起被子就走。蔡仲熊曾问他自己能当到什么官，宝志不回答，只是解下杖头左侧的绳子扔给他，没人明白意思。后来蔡仲熊做到尚书左丞，才知道这话应验了。永明年间，宝志住在东宫后堂，从平旦门中出入。永明末年时，他忽然说 “门上的血会弄脏衣服”，提起衣角快步走过。到萧昭业被杀害时，果然用牛车装着尸体从这扇门运出，停放在宦官徐龙驹的宅子里，而萧昭业的颈血一直流到门坎上。
南梁建立后，梁武帝对他尤为敬重，曾问国家寿命长短。宝志回答：“元嘉元嘉。” 武帝很高兴，以为梁朝寿命会比宋文帝的元嘉年间加倍。宝志虽然剃了须发，却常常戴帽，身穿下裙、帽衫、纳袍，所以世俗称他为 “志公”。他喜欢写谶语，就是所谓的《志公符》。高句丽国听说后，派使者送来绵帽供养他。天监十三年，宝志去世。临终前，他忽然把寺里的金刚像移到门外，对人说：“菩萨要离开了。” 十天后，他无病而终。此前，琅邪人王筠到庄严寺，宝志遇见他，和他交谈欢饮。宝志死后，武帝下令让王筠撰写碑文。

## 传说
梁武帝時為帝師，極受崇信。相傳梁武帝曾使張僧繇為他畫像，誌公現出了「十一面觀音像」，因此他又被認為是觀世音菩薩的化身。
相傳誌公还设计了海青的缝合袖，民間傳說梁武帝的皇后郗氏對众僧惡作劇，假意布施僧用斋，但悄悄在斋食中放入肉包，誌公先知後，爲僧人常服海青设计了缝合的袖袋，命僧侶在內中盛放馒头，伺机把肉包藏到袖子中，只食白饅頭。相传郗氏因为時常嗔怒後宮妃子，死後靈魂堕入地龍之身，梁武帝请求誌公等僧超度，現代流傳的《梁皇寶懺》（《慈悲道場懺法》）即是誌公與十位高僧爲超度郗氏所作。
相傳誌公曾經向梁武帝引薦菩提達摩，但梁武帝與達摩話不投機，後達摩東渡至北魏。